# 全ロシア通信制金融経済大学
全ロシア通信制金融経済大学（英語: All-Russian Distance Institute of Finance and Economics、公用語表記: ВСЕРОССИЙСКИЙ ЗАОЧНЫЙ ФИНАНСОВО-ЭКОНОМИЧЕСКИЙ ИНСТИТУТ）は、ロシア、モスクワに本部を置くロシアの公立大学。1930年創立、1930年大学設置。大学の略称はВЗФЭИ。
学生数約70000人。2009年現在の学長はアナトリー・ロマノフ。

## 概要
1930年創立と、古い歴史を持つ通信制大学である。大学の名の通り経済学に特化している。
入学試験があり、また、ロシア国外で教育を受けることはできない。